# Princes of Peace
Princes of Peace was een Nederlandse new wave/post-punkband uit Arnhem. In 1979 bracht de band de picturedisc X-ray proved/nothing you got uit, opgenomen in de Studio Baambrugge door Don Willard. De single werd een culthit, kreeg veel airplay en de band trad veel op.

## Einde van de band
De band kwam regelmatig live op de radio, onder andere in VARA's Lijn 3, live op Radio 3, een uur lang op prime-time. In 1981 vertrok Charly Jansen, songwriter, gitarist en zanger van de band naar de Verenigde Staten. In 1984 keerde hij terug en ging de band nog een jaar verder. Na een uitzending van 3voor12 bij de VPRO waarin de band te zien is in een clip, opgenomen op het Weteringcircuit in Amsterdam. Hierna werd het stil rondom Princes of Peace.

## Discografie
- X-ray Proved - (1979/1980) ep (picturedisc)[1]

## Bandleden
- Charly Jansen: gitaar, zang en songwriter
- Alec Sism: bas en medezang/achtergrondzang
- Peter de Kok: drums
- Rene Visser: toetsen en medezang